# Lumbarda
Lumbarda (italsky Lombarda) je vesnice, přímořské letovisko a správní středisko stejnojmenné opčiny v Chorvatsku v Dubrovnicko-neretvanské župě. Nachází se u jihovýchodního pobřeží ostrova Korčula, asi 5 km jižně od města Korčula. V roce 2011 žilo v opčině 1 213 obyvatel. Opčina zahrnuje pouze jednu vesnici, a to Lumbardu samotnou.
Obyvatelé se živí především turismem, pěstováním vinné révy, rybolovem a kamenictvím. V okolí Lumbardy rostou převážně olivovníky a borovice. U Lumbardy se nachází několik ostrůvků, jako jsou Vrnik, Knežić a Gubavac.